# Cepió
|  | Aquest article tracta sobre un cognom romà. Si cerqueu el músic grec, vegeu «Cepió (músic)». |

Cepió (en llatí: Caepio) fou un cognom romà. És conegut per haver estat portat per la família dels Servili Cepió, una branca de la gens Servília, però també fou un cognom propi d'altres gens.
Els personatges més destacats van ser:
- De la gens Servília:
  - Gneu Servili Cepió, cònsol de Roma el 253 aC
  - Gneu Servili Cepió, cònsol el 203 aC
  - Gneu Servili Cepió, cònsol el 169 aC
  - Quint Servili Cepió, posteriorment adoptat i anomenat Quint Fabi Màxim Servilià, cònsol el 142 aC
  - Gneu Servili Cepió, cònsol el 141 aC
  - Quint Servili Cepió (cònsol 140 aC), cònsol el 140 aC
  - Quint Servili Cepió el vell, cònsol el 106 aC
  - Quint Servili Cepió, questor el 103 aC i pretor cap al 90 aC
  - Quint Servili Cepió, tribú militar el 72 aC
  - Servili Cepió, promès de Júlia, filla de Cèsar
- Altres famílies:
  - Fanni Cepió, conspirador romà contra August
  - Crispí Cepió, magistrat romà, agent de Tiberi